# أورلايا فيلنيوسية
أورلايا فيلنيوسية (الاسم العلمي:Orlaya vilnensis) هو نوع غير مؤكد من النباتات يتبع جنس الأورلايا من الفصيلة الخيمية.